# Fasterna församling
Fasterna församling är en församling i Roslagens västra pastorat i Upplands södra kontrakt i Uppsala stift i Svenska kyrkan. Församlingen ligger i Norrtälje kommun i Stockholms län.

## Administrativ historik
Församlingen bildades 1797 när Fasta församling införlivades i Esterna församling vilken då namnändrades till det nuvarande namnet.
Församlingen var utgjorde till 1962 utgöra ett eget pastorat. Från 1962  annexförsamling i pastoratet Rimbo, Rö, Husby-Sjuhundra, Skederid och Fasterna som från 1972 även omfattar Närtuna församling och Gottröra församling och där från 2008 Husby, Skederid och Rö församling ersatt dessa tre fristående församlingar. Från 2018 ingår församlingen i Roslagens västra pastorat.

## Kyrkor
- Fasterna kyrka
- Rånäs kapell